# Caragana junatovii
Caragana junatovii är en ärtväxtart som beskrevs av Gorbunova. Caragana junatovii ingår i släktet karaganer, och familjen ärtväxter. Inga underarter finns listade i Catalogue of Life.